# 東京経済
東京経済株式会社（とうきょうけいざい）は、企業情報の調査・提供やコンサルティングを行う日本の企業。本社は、福岡県北九州市小倉北区鍛冶町2丁目5番11号（第一東経ビル）。
『東経ニュース』というウェブサイトを運営し、ビジネスパーソン向けの企業ニュースや倒産ニュースを提供している。略称は東経（英略称はTOKEI）。

## 概要
1961年（昭和36年）3月24日に越智重雄が株式会社東京経済興信所として設立。1974年（昭和49年）に現社名に変更した。帝国データバンク、東京商工リサーチに次ぎ、業界3位の信用調査会社である。事業所は日本国内30ヵ所。2007年（平成19年）には、業界初の全社でのISO27001認証取得。2010年（平成22年）に海外企業信用調査を開始。

## 事業内容
- 調査
  - 企業信用調査、企業調査、マーケティングリサーチ、海外企業調査
- 情報
  - 東経情報、特別情報、アスナ（電子メール情報）
- 出版
- コンサルティング・支援
  - ホームページ制作管理、人材紹介　プライバシーマーク・ISO他第三者認証、M&Aなど
- デジタルコンテンツ
  - インフォリンク21（会員向け専用サイト）

## 沿革
- 1961年（昭和36年） - 1961年（昭和36年） - 越智重雄が北九州市に(株)東京経済興信所を設立（資本金50万円）
- 1974年（昭和49年） - (株)東京経済興信所より東京経済(株)に商号変更
- 1994年（平成6年） - 越智英雄　社長就任
- 2005年（平成17年） - 会員専用サイト「インフォリンク21」開設
- 2007年（平成19年） - ISO27001認証取得
- 2009年（平成21年） - ビジネスポータルサイト「TOKEI NET21」開設
- 2010年（平成22年） - 「海外企業信用調査」 開始
- 2010年（平成22年） - 地域情報発信サイト「AreaBiz（エリアビズ）」 開設
- 2011年（平成23年） - 「facebook公式ページ」オープン
- 2012年（平成24年） - 住宅情報My Living（住宅情報マイリビング）フリーペーパー創刊
- 2024年（令和6年） - 越智憲雄　社長就任

## 出版物
- 会社要覧
- 地域別業種別企業データブック
- 東経ビジネス
- 総合企業情報誌『東経情報』
- 入札結果情報
- 特別情報
- 特別レポート
- 「建助」（建設業ハンドブック）
- 安全取引の栞
- 一実業家の炎の人生
- minmy（みんマイ）住宅情報フリーペーパー